# Les Quatre Journées (Bruneau)
Les Quatre Journées est un opéra en quatre actes composé par Alfred Bruneau sur un libretto qu'il a adapté d'un conte d'Émile Zola intitulé Les quatre journées de Jean Gourdon, qui fait partie de la collection des Nouveaux contes à Ninon (1874). Cet opéra est un de plusieurs opéras de Bruneau basés sur des écrits de Zola. Les Quatre Journées a fait sa première le 19 décembre 1916 à l'Opéra-Comique, Paris. Bruneau a dédié son opéra à l'épouse de son éditeur Paul de Choudens. Les quatre actes sont nommés après le printemps, l'été, l'automne, et l'hiver.

## Rôles
| Rôles           | Âge des personnages au cours de l'opéra                                                  | Typologie vocale           | Première, le 19 décembre 1916 |
| --------------- | ---------------------------------------------------------------------------------------- | -------------------------- | ----------------------------- |
| Babet           | 16 ans dans l'acte 1, 40 ans dans l'acte 3, et 58 ans dans l'acte 4                      | soprano                    | Marthe Davelli                |
| Marguerite      | 30 ans dans l'acte 3 et 48 ans dans l'acte 4                                             | contralto                  | Dolorès de Silvera            |
| Jean            | 18 ans dans l'acte 1, 24 ans dans l'acte 2, 42 ans dans l'acte 3 et 60 ans dans l'acte 4 | ténor                      | Charles Fontaine              |
| L'Abbé Lazare   | 50 ans dans l'acte 1 et 74 ans dans l'acte 3                                             | baryton                    | Jean Périer                   |
| Frantz          | 20 ans dans l'acte 2, 38 ans dans l'acte 3 et 56 ans dans l'acte 4                       | baryton ou basse chantante | André Allard                  |
| Jacques         | 18 ans dans l'acte 4                                                                     | ténor                      | Arthur Lheureux               |
| La petite Marie | 10 ans dans l'acte 4                                                                     | garçon soprano             | André                         |

Il y a aussi un chœur mixte, parfois séparé en deux (femmes et hommes) représentant tours à tours les lavandières et les bergers (acte 1), les mourants (chœur masculin; acte 2), les vendangeurs et les vendangeuses (acte 3), et les paysans (acte 4).

## Synopsis
Acte I - LE PRINTEMPS
L’opéra commence un matin de mai dans un village aux abords de la Durance.
La scène ouvre sur les lavandières qui s’occupent du linge pendant qu’elles écoutent les bergers, qui eux chantent et qui ne sont pas sur scene. Tous se réjouissent de la belle journée. Les chœurs se répondent. Entrant en scène, Jean se réjouit de la beauté de son village et de la journée. Il raconte que son oncle (abbé) Lazare l’aurait emmené à l’église, s’il s’était réveillé et avait entendu la cloche sonner l’Angélus—ce qui par la suite lui aurait empêcher de voir la belle Babet au bord de la Durance.

Les lavandières quittent la scène. Babet s’approche vivement de la Durance pour boire de l’eau mais la rive étant trop élevée, elle glisse et se retient aux herbes. Jean sort de sa cachette et l’aide à se relever. Elle est surprise, puis se rassure. Pendant se temps, Jean récolte de l’eau dans ses mains pour qu’elle puisse boire. Babet s’apprête à partir, malgré le mécontentement de Jean qui lui demande de discuter. On apprend alors que Babet et Jean ne se sont jamais parlé seuls, mais ils se sont déjà croisés à la messe de l’abbé Lazare. Babet pointe que si l’abbé les surprenait il ne serait pas content et Jean la rassure en lui disant qu’ils ne font que parler et lui déclare qu’il connait les sentiments de Babet envers lui:
« Je ne crois pas que nous commettions aucun mal. Notre âme est blanche comme le ciel à l’horizon, comme la rivière dont je viens de vous donner quelques gouttes dans le creux de ma main.[…] Vous m’aimez, Babet, n’est-ce pas? »
Avec un peu de persuasion, Babet révèle enfin ses sentiments à Jean. Il lui dit que ces sentiments sont réciproques et lui annonce son depart pour la ville, ou il apprendra un nouveau metier. Ils parlent du futur et de leur éventuel marriage au retour de Jean. Pendant ce temps, au loin, l’abbé Lazare arrive avec les lavandières et les bergers. Les amoureux ont peur d’être découverts. Contrairement à ce que Babet et Jean pensaient, l’abbé Lazare est au courant de leurs sentiments. Il décide alors avec les autres villageois (les lavandières et bergers) de fiancer les deux jeunes amoureux. 
L’acte se finit sur la cérémonie de fiançailles et les réjouissances du village.
Acte II  - L’ÉTÉ
L’acte s’ouvre sur un champ de bataille, auparavant un champ de blé très fertile. La scène se passe en juillet, à midi, dans des chaleurs torrides. 
Sur le champ de bataille, Jean est blessé. Il lit la dernière lettre qui lui a été envoyé par Babet et son oncle. Il est au bord du désespoir, mais il rencontre un autre blessé du camp adverse (Allemagne) qui est la malgré lui. En effet, Frantz lui explique qu’il est Alsacien et qu’il ne voulait pas se battre pour l’Allemagne. Jean lui offre de l’eau, geste qui surprend Frantz. Les deux sympathisent sur la cause de l’Alsace-Lorraine alors prise par l’Allemagne. Alors que le camp français se montre victorieux, les deux soldats se réjouissent de la fin de la guerre. Cependant, Frantz confie à Jean que son village a été ravagé par la guerre et ne s’en remettra pas. De plus, il ne lui reste aucun proches. En réponse, Jean l’invite à vivre sur sa ferme avec sa famille. Frantz accepte, la guerre est officiellement finie. 
Les soldats fêtent.
Acte III - L’AUTOMNE

L’acte s’ouvre sur la ferme de Jean en fin de journée et en pleine vendanges. Les vendangeurs et vendangeuses font du vin. Entre en scène un Jean qui est maintenant un fermier riche, propriétaire de sa ferme et d’un vigneron, grâce aux conseils de Frantz. Il est aussi marié à Babet depuis quinze ans. Frantz lui est reconnaissant, car il lui a sauvé la vie et même lui a permis d’y reprendre goût après avoir tout perdu pendant la guerre. Lazare se montre fier de son neveux et de sa petite famille. Il lui rappelle ses conseils d’antan et lui rassure que la vieillesse ne fait pas peur:
«  Te souviens-tu, Jean de ta journée du printemps? […] Oui, tu en es à l’automne. L’homme a été créé à l’image de la terre. Et, comme la mère commune, nous sommes éternels: les feuilles vertes renaissent chaque année des feuilles sèches[…] Je te dis cela pour que la vieillesse ne t’effraie pas plus qu’elle ne m’effraie moi-même, pour que tu saches que mourir en paix, comme je le ferais bientôt, lorsque mon tour arrivera, comme meurt cette verdure, qui renaîtra au printemps prochain. »
Les trois hommes aperçoivent au loin Babet avec son fils nouveau-né (dix jours seulement). Lazare se réjouit à l'idée de voir son petit-neveu. Babet présente son nouveau-né, Jacques, à ses parrains (Frantz et Lazare). Tous se réjouissent de sa naissance et soudainement, le vieil abbé Lazare devient mourant. Dans ses derniers moments, il se réjouit d’avoir fait connaissance de Jacques et se dit près à mourir. 
L’acte se clos sur le constat de son dernier soupir.
Acte IV - L’HIVER
Premier Tableau
Ce tableau se passe 18 ans après l’acte 3, en janvier chez Jean et Babet. Jacques a maintenant 18 ans et sa petite soeur Marie en a 10.
Tous les personnages principaux sont dans la piece à vivre. Il fait froid, Babet, Jean et Frantz parlent de leur vieillesse approchante et du temps qui infortune leurs récoltes depuis quelques années. Le jeune Jacques tient à les rassurer qu’il peut prendre la relève. Marie, elle, joue avec sa poupée et doit se coucher. Jacques aperçoit quelque chose au loin et part précipitamment. Jean et Babet discutent séparément des autres. Ils parlent de leur vie commune, la vieillesse et la mort qui approche. Babet confie à Jean d’avoir fait des cauchemars où ils étaient séparés. Du bruit les attirent dehors. Jacques revient en courant, les bêtes de la fermes font du bruit: la Durance déborde. L’inondation de la rivière est importante, les animaux périssent et la famille de Jean ainsi que Frantz, Marguerite et leurs paysans ne peuvent pas s’échapper. La crue était cachée par du brouillard, ce qu’il fait qu’ils ne s’en étaient pas aperçus plutôt. Cherchant de quoi faire un radeau Frantz et Jacques trouvent le toit d’une grange deja écroulée, et font monter par le balcon toute la famille dessus afin de pouvoir s’enfuir. Ne sachant pas s’ils vont tous s’en sortir et en prenant compte de ses rêves, Babet embrasse Jean de peur qu’il ne soit la dernière fois qu’elle puisse le faire.
Deuxième Tableau
Les inondations se calment. On apprend que seulement Frantz, Jean et Marie s’en sont sortis. Babet, Jacques et Marguerite n’ont pas pus être secourus et sont morts dans les ravages de l’inondation.